# タカラコスモス
タカラコスモスは日本の競走馬、障害飛越および馬場馬術の競技馬である。学生馬術競技会において「女王」と呼ばれる活躍を見せたが、失明により馬術競技馬として活躍する道を失う。青森県立三本木農業高等学校馬術部に引きとられ、同部関係者との触れ合いがテレビや映画などで取り上げられた。

## 来歴
もともとは競走馬で、美浦の坂本栄三郎厩舎に所属していた。1986年に中央競馬にデビューしたが17戦（うち障害レース2戦）して1勝もできなかった。
1988年に日本中央競馬会宇都宮育成場を経て、乗馬として日本獣医畜産大学（現在の日本獣医生命科学大学）馬術部に引き取られると馬術競技馬として資質が開花し、1989年から1993年にかけて5年連続で全日本学生馬術大会に出場し、1990年には優勝するという成績を残した。日本獣医畜産大学馬術部元監督の山内英樹によると、タカラコスモスには「自分が一番」という気位の高さがあり、人の指示に従わず反抗するところがあった反面、障害を飛越する際にきちんと脚を揃えるなど、馬術競技馬に求められる「潔癖性」を先天的に備えていた。
学生馬術競技会において「女王」と呼ばれ、「馬術の世界で知らない者はいない」といわれるほどの存在となったタカラコスモスであったが、前部ぶどう膜炎を発症していることが発覚した。病名が判明した時にはすでに手遅れの状態で、獣医師からは視力が大幅に低下していることと、遠からず失明することが宣告された。馬術部の関係者は、もはやタカラコスモスに障害を飛ぶことはできないと判断した。
1998年3月、タカラコスモスは青森県立三本木農業高等学校に引き取られた。同校馬術部顧問の藤森亮二は、かつて全日本学生馬術大会で目にしたタカラコスモスを気に入り、馬術競技馬を引退した後は同校で同馬を引き取りたいと周囲に公言したことのある人物であった。「あわよくば名馬復活を」と目論む藤森は青森県十和田市の赤沼温泉へタカラコスモスを連れて行き、温泉水やすり潰したトチノキの実を目に塗るなど約5か月にわたり治療を試みたが症状は改善せず、諦めて8月に馬術部の馬房へ連れ帰った。三本木農業高等学校でのタカラコスモスは気性が非常に荒く、目ヤニと鼻汁が絶えないなど手がかかる反面、騎乗者の指示に従わないところを見せながらも他の馬にはない乗り心地のよさを感じさせる馬であった。なお、三本木農業高等学校へ移ってから一度だけではあったが馬術競技会に出場し、ゆっくりとした速度ではあったが完走することに成功している。
2000年、藤森はタカラコスモスの資質を受け継いだ馬を作り上げ、部員に騎乗させたいという思いから、同馬を種牡馬（セルフランセのブレットサンクレール号）と交配させる計画を立てた。すでに17歳（旧馬齢）と高齢であったタカラコスモスの出産には生命の危険が伴い、しかも目が見えないタカラコスモスが子育てを行うのは困難だという指摘もあったが藤森は「イチかバチかだ」という気持ちで計画を実行に移した。
タカラコスモスはその後、2001年4月に無事に仔（牝馬）を産み、仔はタカラコスモスの「モス」と、当時タカラコスモスの世話をしていた馬術部員の名前の一部をとって「モスカ」と名付けられた。藤森らは目の見えないタカラコスモスがモスカを踏みつけてしまわないよう、モスカの首輪に鈴をつけて所在が把握できるようにした。モスカは間もなく母親譲りの跳躍力と頑固さ、気位の高さを見せるようになった。一方、出産を経験したタカラコスモスの気性はそれまでよりもおとなしくなったという。タカラコスモスの子育ては青森放送が何回か取材に訪れて放送され、これはビデオ「盲目の名馬 タカラコスモス」として商品化もされている（2002年に日本民間放送連盟賞を受賞）。さらに2008年10月4日にはコスモスと三本木農高関係者の触れ合いを描いた映画『三本木農業高校、馬術部』が公開され、2009年5月26日に同映画のDVDが発売された。
2011年6月下旬に体調を崩し、8月19日朝に部員によって厩舎の中で死んでいるのが発見された。死因は老衰とみられている。同年11月9日、三本木農業高校の敷地内にタカラコスモスの墓標が建てられた。

## 血統表
| タカラコスモスの血統（グレイソヴリン系 / Nearco 4×5=9.38%、Nasrullah 4×5=9.38%（父内）、Pharos 5×5=6.25%（母内）） | タカラコスモスの血統（グレイソヴリン系 / Nearco 4×5=9.38%、Nasrullah 4×5=9.38%（父内）、Pharos 5×5=6.25%（母内）） | タカラコスモスの血統（グレイソヴリン系 / Nearco 4×5=9.38%、Nasrullah 4×5=9.38%（父内）、Pharos 5×5=6.25%（母内）） | （血統表の出典）   | （血統表の出典） |
| 父 サクラシンゲキ 1977 鹿毛                                                                                        | 父の父*ドン Don 1966 芦毛                                                                                          | Grey Sovereign | Nasrullah          | Nasrullah        |
| 父 サクラシンゲキ 1977 鹿毛                                                                                        | 父の父*ドン Don 1966 芦毛                                                                                          | Grey Sovereign | Kong               |                  |
| 父 サクラシンゲキ 1977 鹿毛                                                                                        | 父の父*ドン Don 1966 芦毛                                                                                          | Diviana | Toulouse Lautrec   | Toulouse Lautrec |
| 父 サクラシンゲキ 1977 鹿毛                                                                                        | 父の父*ドン Don 1966 芦毛                                                                                          | Diviana | Desublea           |                  |
| 父 サクラシンゲキ 1977 鹿毛                                                                                        | 父の母アンジェリカ 1970 黒鹿毛                                                                                     | *ネヴァービート | Never Say Die      | Never Say Die    |
| 父 サクラシンゲキ 1977 鹿毛                                                                                        | 父の母アンジェリカ 1970 黒鹿毛                                                                                     | *ネヴァービート | Bride Elect        |                  |
| 父 サクラシンゲキ 1977 鹿毛                                                                                        | 父の母アンジェリカ 1970 黒鹿毛                                                                                     | スターハイネス | *ユアハイネス      | *ユアハイネス    |
| 父 サクラシンゲキ 1977 鹿毛                                                                                        | 父の母アンジェリカ 1970 黒鹿毛                                                                                     | スターハイネス | スターロツチ       |                  |
| 母 レデースマート 1971 栗毛                                                                                        | 母の父*タマナー Tamanar 1955 栃栗毛                                                                                | Sunny Boy | Jock               | Jock             |
| 母 レデースマート 1971 栗毛                                                                                        | 母の父*タマナー Tamanar 1955 栃栗毛                                                                                | Sunny Boy | Fille de Soleil    |                  |
| 母 レデースマート 1971 栗毛                                                                                        | 母の父*タマナー Tamanar 1955 栃栗毛                                                                                | Tresa | Bozzetto           | Bozzetto         |
| 母 レデースマート 1971 栗毛                                                                                        | 母の父*タマナー Tamanar 1955 栃栗毛                                                                                | Tresa | Torrigiana         |                  |
| 母 レデースマート 1971 栗毛                                                                                        | 母の母ミスカリム 1961 鹿毛                                                                                         | *カリム | Nearco             | Nearco           |
| 母 レデースマート 1971 栗毛                                                                                        | 母の母ミスカリム 1961 鹿毛                                                                                         | *カリム | Skylarking         |                  |
| 母 レデースマート 1971 栗毛                                                                                        | 母の母ミスカリム 1961 鹿毛                                                                                         | クリゾノ | トシシロ           | トシシロ         |
| 母 レデースマート 1971 栗毛                                                                                        | 母の母ミスカリム 1961 鹿毛                                                                                         | クリゾノ | クリススム F-No.12 |                  |

主な近親
- 3代母クリゾノの孫にはヤマノシラギク（京都大賞典、小倉大賞典）、タマミ（桜花賞）がいる。
- 5代母ブライトン（本血統表内クリススムの母）の牝系には同馬を3代母として持つインターグシケン（菊花賞）がいる。
- タカラコスモス自身の牝系は途絶えており、代の浅い近親に活躍馬は少ないが、タカラコスモスの7代母にあたるビューチフルドリーマーを起点とした牝系は現代に至るまで活躍馬を輩出している。